# نانياو

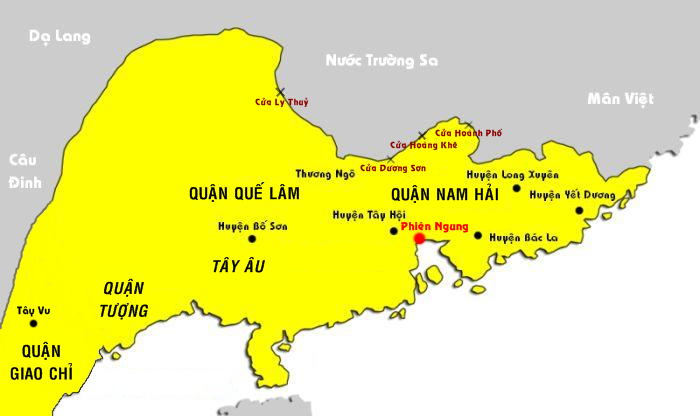

نانياو (الفيتنامية: Nam Việt) هي مملكة قديمة كانت تضم أجزاءً من المقاطعات الصينية المعروفة حاليًا باسم قوانغدونغ (Guangdong) وقوانغشى (Guangxi) ويونان (Yunnan) وشمالي فيتنام. تأسست نانياو سنة 204 قبل الميلاد بعد فناء أسرة تشين (Qin Dynasty) على يد تشاو تو (Zhao Tuo) الذي كان قائدًا عسكريًا لقوات نانهاي في ذلك الوقت، وضم إليه في بداية أمره قوات نانهاي وقويلين وشيانغ. وفي سنة 196 قبل الميلاد، دفع تشاو تو جزية ولاء إلى الإمبراطور هان جوزو وكان قادة هان يطلقون على نانياو اسم «الخادم الأجنبي» ((بالصينية: 外臣))، وهو الاسم المجازي للدولة التابعة. وفي سنة 183 قبل الميلاد تقريبًا، توترت العلاقات بين نانياو وأسرة هان، وبدأ تشاو تو يطلق على نفسه لقب إمبراطور (مما يوحي بسيادة نانياو على أراضيها). وأعلنت ممالك مينيوي (Minyue) ويلانج (Yelang) وأولو (Ouluo) وتونجشي (Tongshi) ولاءها للحاكم نانياو، مما زاد من ملك نانياو وسلطانه بدرجة كبيرة. وفي سنة 179 قبل الميلاد، تحسنت العلاقات بين هان ونانياو، وعاد تشاو تو مرة أخرى إلى الإذعان مرة أخرى، ولكنه هذه المرة أذعن إلى الإمبراطور هان ون لتصبح دولته تابعة له. وكان هذا الإذعان سطحيًا نوعًا ما، ويبدو أن مملكة نانياو احتفظت باستقلالها عن هان، وسمي تشاو توه باسم «الإمبراطور» في جميع أنحاء نانياو حتى وافته المنيّة. وفي سنة 113 بعد الميلاد، سعى زعيم الجيل الرابع تشاو شينغ (Zhao Xing) أن يضم نانياو رسميًا إلى إمبراطورية هان. اعترض رئيس وزرائه لو جيا (Lü Jia) بشدة وفي أعقاب ذلك قتل تشاو شينغ وتولى شقيقه الأكبر تشاو جياند حكم البلاد فكان لا بد من مواجهة عنيفة مع أسرة هان. وفي العام التالي، أرسل الإمبراطور وو هان 100000 جندي ليقاتل ضد نانياو. وبنهاية العام وبداية سنة 111 قبل الميلاد، كان الجيش قد دمر نانياو. واستمرت تلك المملكة 93 عامًا، مقسمة إلى خمسة أجيال من الملوك.
حافظ تأسيس مملكة نانياو على استقرار منطقة لينغنان ونظامها الاجتماعي أثناء الفوضى التي أعقبت انهيار أسرة تشين، وساعد المنطقة الجنوبية في تجنب الكثير من الصعاب التي عانت منها المناطق الصينية الشمالية التي يسيطر عليها هان. تأسست المملكة على يد مجموعة من القادة الذين ترجع أصولهم إلى وسط الصين، وكانت هي المسؤولة عن نقل البيروقراطية الصينية وتقنيات الزراعة والحرف اليدوية الأكثر تطورًا إلى سكان المناطق الجنوبية، فضلاً عن تعريفهم بـاللغة الصينية ونظام الكتابة. وعزز قادة نانياو من سياسة «المواءمة وجمع قبائل اليوي المائة» ((بالصينية: 和集百越))، وشجعوا مناصري هان الصينية على الانتقال من موطنهم على النهر الأصفر إلى الجنوب. وأعرب قادة نانياو أيضًا عن تأييدهم الدمج بين الثقافتين والشعبين، ونشروا ثقافة الهان واللغة الصينية في جميع أنحاء المنطقة، إلا أنهم احتفظوا بكثير من مقومات ثقافة يو الأصلية.
في فيتنام، كان يلقب حكام نانياو باسم أسرة تريو (Triệu Dynasty). وكلمة «فيتنام» مشتقة من نام فيت (Nam Việt) - وهي النطق الفيتنامي لكلمة نانياو.

## سجل تاريخي
كتب مؤرخ سلالة هان، سيما تشيان، تاريخًا مفصلًا حول مملكة نانياو في سجلات المؤرخ الكبير.

### التأسيس

#### توسع تشين جنوبًا (218 قبل الميلاد)
بعد احتلال تشين شي هوانغ للممالك الصينية الستة الأخرى، هان، زاو، وي، تشو، يان، تشي، حوّل اهتمامه إلى قبائل شيونغنو في الشمال والغرب وشعوب اليوي المئة في جنوب الصين الحالية. نحو عام 218 قبل الميلاد، أرسل الإمبراطور الأول الجنرال تو سوي مع جيش مؤلف من 500,000 جندي من التشين لينقسموا إلى خمس سريات ويهاجموا قبائل اليوي المئة المنحدرين من منطقة لينان. تجمعت السرية الأولى في يوهان (اليوم محافظة يوغان في مقاطعة جيانغشي) وهاجموا مملكة مينيوي، انتصروا وأسسوا مركز مينزونغ القيادي. تحصنت السرية الثانية في نانيي (مقاطعة نانكانغ في إقليم جيانغشي في يومنا الحالي)، وكانت تهدف لوضع ضغط دفاعي على القبائل الجنوبية. احتلت السرية الثالثة بانيو. رابَطت السرية الرابعة قرب جبال جيوي، ورابطت السرية الخامسة خارج تانشينغ (في الجزء الجنوبي الغربي من مقاطعة خونان الحالية في محافظة جينغزو ذاتية الحكم التابعة لشعبي مياو ودونغ). عين الإمبراطور الأول الضابط شي لو للإشراف على لوجستيات الإمداد. في البداية، قاد شي فريقًا من الجنود عبر قناة لينغ (التي ربطت نهري شيانغ ولي)، ثم أبحر عبر أنظمة مياه نهر يانغتزي ونهر بيرل ليضمن أمان طرق الإمداد التابعة للتشين. مر هجوم التشين على قبيلة يوي المنحدرة من الوادي الغربي بسلاسة، وقُتل زعيم الوادي الغربي يي – شو- سونغ. على أي حال، لم تكن قبيلة يوي المنحدرة من الوادي الغربي راغبة في الخضوع للتشين وهرب أفرادها إلى الأدغال واختاروا قائدًا جديدًا ليُكمل المقاومة ضد الجيوش الصينية. لاحقًا، دمر هجوم مضاد ليلي من قِبل قبيلة يوي المنحدرة من الوادي الغربي قوات التشين، وقُتل الجنرال تو سوي في المعركة. تكبد التشينيون خسارات ثقيلة، واختار البلاط الإمبراطوري الجنرال زاو تو ليتولى قيادة الجيش الصيني. في عام 214 قبل الميلاد، أرسل الإمبراطور الأول رين تشاو وزاو تو ليرأسا التعزيزات لشن هجومٍ آخر. هذه المرة، هُزمت قبيلة يوي المنحدرة من الوادي الغربي بالكامل، وخضعت منطقة لينان بأكملها للسيطرة الصينية. في نفس العام أسس بلاط التشين مراكز نانهاي وغيلين وشيانغ القيادية، وحمل رين شياو منصب ملازم نانهاي. قُسمت نانهاي مرة أخرى إلى مقاطعات بانيو ولونتشوان وبولو وجي يانغ (من بين آخرين)، وأصبح زاو تو حاكم لونتشوان.
توفي الإمبراطور الأول عام 210 قبل الميلاد، وأصبح ابنه زاو خوهاي إمبراطور تشين الثاني. في السنة التالية، اغتنم عدة جنود، من بينهم وو غوانغ وتشين شينغ، الفرصة لإطلاق ثورة ضد حكم سلالة تشين. انتشرت حركات التمرد عبر الصين بمعظمها (من بينها حركات بقيادة شيانغ يو وليو بانغ، اللذان تنافسا لاحقًا على تأسيس السلالة الحاكمة التالية) وآلت منطقة النهر الأصفر بأكملها إلى الفوضى. لاحقًا بعد حركات التمرد الأولى، مرض ملازم نانهاي رين تشاو بشدة واستدعى زاو تو لسماع توصياته. ذكر رين المنافع الطبيعية للمنطقة الجنوبية وبيّن كيف يمكن تأسيس مملكة بوجود المستوطنين الصينيين الكُثر في المنطقة للتصدي للمجموعات المتناحرة في الشمال الصيني. صاغ مرسومًا وضع بموجبه زاو تو ملازم نانهاي الجديد، وتوفي بعدها بوقت قصير.
بعد وفاة رين، أرسل زاو تو أوامرًا إلى قواته في ممر هينغبو (شمال نانشيونغ الحالية في مقاطعة غوانغدونغ)، وممر ينانغشان (شمال مقاطعة يانغشان) وممر مجرى هوانغ (منطقة يينغدا الحالية، حيث يلتقي نهر ليان بنهر بي)، وحاميات أخرى لتعزيز أنفسهم لمواجهة أي قوات شمالية. أعدمَ أيضًا ضباط تشينيين لازالوا متمركزين في نانهاي واستبدل بهم أصدقائه الموثوقين.

## وصلات خارجية
- Wiktionary, the free dictionary, has entries on all these Chinese characters: 南، 越، 粤
- Chinese Text Project - Shiji《史記•南越列傳》